# Chli Schärhorn
Chli Schärhorn är en bergstopp i Schweiz.   Den ligger i kantonen Uri, i den centrala delen av landet, 110 km öster om huvudstaden Bern. Toppen på Chli Schärhorn är 3 234 meter över havet, eller 58 meter över den omgivande terrängen. Bredden vid basen är 0,16 km.
Terrängen runt Chli Schärhorn är huvudsakligen bergig. Närmaste större samhälle är Bürglen, 13,1 km väster om Chli Schärhorn.
Trakten runt Chli Schärhorn består i huvudsak av gräsmarker. Runt Chli Schärhorn är det ganska glesbefolkat, med 22 invånare per kvadratkilometer.